# ルネ・マイエール (政治家)
ルネ・ジョエル・シモン・マイエール（マイエル、フランス語: René Joël Simon Mayer、1895年5月4日 - 1972年12月13日）は、フランスの政治家。

## 経歴
1895年5月4日にパリのロートシルト家に誕生する。フランス第四共和政における急進党政治家である。アルジェリアの議員から台頭し、ヴァンサン・オリオール政権にて閣僚評議会議長（首相）を務めた。